# Mine de Sośnica-Makoszowy
 (mars 2025).
La mine de Sośnica-Makoszowy est une mine souterraine de charbon située en Pologne.